# توت عنخ آمون
توت عنخ آمون هو أحد فراعنة الأسرة المصرية الثامنة عشر في تاريخ مصر القديم، وكان فرعون مصر من 1334 ق.م إلى 1325 ق.م. يعدّ توت عنخ آمون من أشهر الفراعنة لأسباب لا تتعلق بإنجازات حققّها أو حروب انتصر فيها كما هو الحال مع الكثير من الفراعنة؛ وإنما لأسباب أخرى تعدّ مهمة من الناحية التاريخية ومن أبرزها هو اكتشاف مقبرته وكنوزه بالكامل دون أي تلف. واللغز الذي أحاط بظروف وفاته إذ اعتبر الكثير وفاة فرعون في سن مبكرة جدًا أمرًا غير طبيعي وخاصة مع وجود آثار لكسور في عظمي الفخذ و‌الجمجمة، وزواج وزيره من أرملته من بعد وفاته وتنصيب نفسه فرعونًا. كل هذه الأحداث الغامضة، والاستعمال الكثيف لأسطورة لعنة الفراعنة المرتبطة بمقبرة توت عنخ أمون التي استخدمت في الأفلام وألعاب الفيديو جعلت من توت عنخ آمون أشهر الفراعنة لألغاز وأسئلة لا تزال بلا جواب، اعتبرها البعض من أقدم الاغتيالات في تاريخ الإنسانية. توفي توت عنخ أمون صغير السن ودفن في مقبرته -مقبرة 62 - في وادي الملوك.
كان توت عنخ أمون بعمر التاسعة عندما أصبح فرعون مصر واسمه باللغة المصرية القديمة تعني «الصورة الحية للإله آمون»، كبير الآلهة المصرية القديمة. عاش توت عنخ آمون في فترة انتقالية في تاريخ مصر القديمة حيث أتى بعد إخناتون الذي حاول توحيد آلهة مصر القديمة في شكل الإله الواحد الأحد. وتم في عهده العودة إلى عبادة آلهة مصر القديمة المتعددة. تم اكتشاف قبره عام 1922 في وادي الملوك من قبل عالم الآثار البريطاني هوارد كارتر. وأحدث هذا الاكتشاف ضجة إعلامية واسعة النطاق في العالم.

## حياته

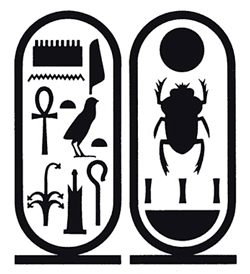
اسما توت عنخ أمون بالهيروغليفية:(1) اسم المولد (شِمال): «توت عنخ أمن حقاع إونو شمع» ومعناه: «المظهر الحي لأمون، حاكم جنوب أون». (2) اسم ملكي: «نب خپرو رع»، ومعناه: «سيد أقانيم رع»

توت عنخ آمون ابن الملك أخناتون (أمنحتب الرابع). وقد أعلن المجلس الأعلى للآثار المصرية في شهر أبريل عام 2010 أنه بناء على اختبارات الحمض النووي المعروف أختصارا ب (بالإنجليزية: DNA) تبين أن توت عنخ آمون هو ابن الملك أخناتون.
توت عنخ أمون أصبح ملك مصر وهو طفل بعد وفاة أخيه سمنخ كا رع، وقد تزوج من عنخ إسن أمون.
توفي توت عنخ آمون في ظروف غامضة ومجهولة، ليحكم بعده وزيره السابق آي والذي تزوج من عنخ إسن أمون أرملة توت عنخ آمون.

### والدته
السيدة الصغيرة

## فترة حكمه
أثناء حكم توت عنخ آمون بدأت ثورة من تل العمارنة ضد حركة الفرعون السابق أخناتون الذي نقل العاصمة من طيبة إلى عاصمته الجديدة أخت أتون بالمنيا وحاول توحيد آلهة مصر القديمة المتعددة بما فيها الإله أمون في شكل الإله الواحد آتون. في سنة 1331 ق.م أي في السنة الثالثة لحكم توت عنخ أمون الذي كان عمره 11 سنة وبتأثير من الوزير آي رفع الحظر المفروض على عبادة الآلهة.
هناك اعتقاد سائد أن وفاة توت عنخ آمون لم تكن لأسباب مرضية وانما قد تكون جراء عملية اغتيال قام الوزير خپرخپرو رع آي بتدبيرها وهناك العديد من الأدلة التي يوردها المؤمنون بهذه النظرية منها على سبيل المثال زواج الوزير خپرخپرو رع آي من ارملة توت عنخ أمون حيث عثر على ختم فرعوني يحمل اسم آي وعنخ سون أمون أرملة توت عنخ أمون وأيضا يوجد رسالة بعثتها عنخ إسن أمون أرملة توت عنخ أمون إلى ملك الحيثيين تطلب منه إرسال أحد ابنائه لغرض الزواج بها بعد موت زوجها وقام ملك الحيثيين بارسال أحد أبناءه كي يتزوج من أرملة توت عنخ أمون ولكنه مات قبل أن يدخل أرض مصر وهناك اعتقاد انه تم اغتياله على الأرجح بتدبير من الوزير خپرخپرو رع آي الذي فيما يبدو كان يخطط للاستيلاء على عرش مصر فقام بقتل الملك توت عنخ أمون وقتل ابن ملك الحيثيين ولكن هذه فرضيات ولا يوجد دليل قاطع لإثبات كل هذه النظريات.
ومن الجدير بالذكر ان الأدلة التاريخية تشير إلى وجود وزيرين لتوت عنخ أمون أحدهما آي الذي تم ذكره والأخر كان اسمه حورمحب وهناك ادلة أثرية تؤكد انه بعد وفاة توت عنخ أمون أستلم الوزير آي مقاليد الحكم لفترة قصيرة ليحل محله الوزير الثاني حورمحب الذي تم في عهده إتلاف معظم الأدلة على فترة حكم توت عنخ أمون والوزير آي وهذا يؤكد لدى البعض نظرية المؤامرة وكون وفاة توت عنخ أمون بسبب مرض الملاريا التي كانت منتشرة في الجنوب.

## أسباب وفاته

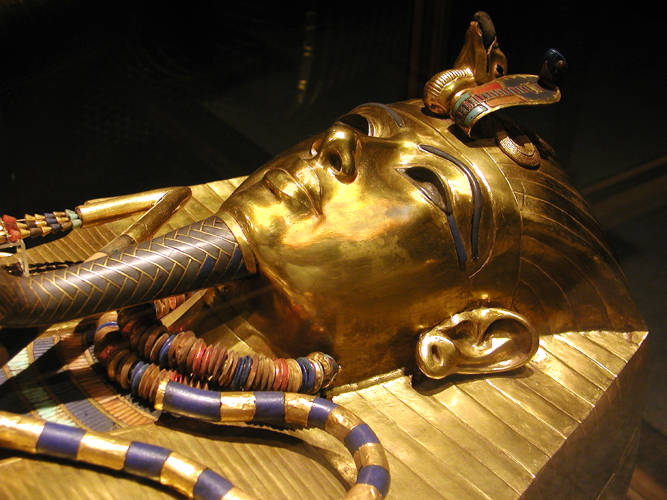

لفترة طويلة كان سبب وفاة توت عنخ أمون مسألة مثيرة للجدل وكانت هناك الكثير من نظريات المؤامرة التي كانت ترجح فكرة أنه لم يمت وانما تم قتله في عملية اغتيال. في 8 مارس 2005 ونتيجة لاستخدام التصوير الحاسوبي الشريحي الثلاثي الأبعاد three-dimensional CT scans على مومياء توت عنخ أمون صرح عالم الأثار المصري زاهي حواس أنه لا توجد أية أدلة على ان توت عنخ أمون قد تعرض إلى عملية اغتيال وأضاف أن الفتحة الموجودة في جمجمته لا تعود لسبب تلقيه ضربة على الرأس كما كان يعتقد في السابق وانما تم أحداث هذه الفتحة بعد الموت لغرض التحنيط وعلل زاهي حواس الكسر في عظم الفخذ الأيسر الذي طالما تم ربطه بنظرية الإغتيال بانه نتيجة كسر في عظم الفخذ تعرض له توت عنخ أمون قبل موته وربما يكون الالتهاب الناتج من هذا الكسر قد تسبب في وفاته.
أظهرت التحاليل الحديثة أيضًا أن عظم سقف التجويف الفمي لتوت عنخ أمون لم يكن مكتملًا وكان طول قامة توت عنخ أمون 170 سم وكان الطول العرضي لجمجمته أكبر من الطول الطبيعي مما حدى بالبعض إلى اقتراح مرض متلازمة مارفان كسبب للموت المبكر وهذه الحالة وراثية تنقل عن طريق مورثات جسمية مهيمنة.
كان التقرير النهائي لفريق علماء الأثار المصري أن سبب الوفاة هو تسمم الدم نتيجة الكسر في عظم الفخذ الذي تعرض له توت عنخ أمون والتي أدى إلى الغنغرينا وهو عبارة عن موت الخلايا والأنسجة وتحللها نتيجة افراز إنزيمات من العضلات الميتة بسبب عدم وصول الأكسجين إليها عن طريق الدم.
قبل هذا التقرير كانت هناك محاولات لمعرفة سبب الموت باستعمال أشعة أكس على مومياء توت عنخ أمون جرت في جامعة ليفربول وجامعة ميشيغان في 1968 وعام 1978 على التوالي وتوصلت الجامعتان إلى اكتشاف بقعة داكنة تحت جمجمة توت عنخ أمون من الخلف والذي تم تفسيره كنزيف في الدماغ مما أدى إلى انتشار فرضية أنه قد تلقى ضربة على رأسه ادت إلى نزيف في الدماغ ثم الموت.
وفي دراسة نشرت في مارس عام 2010م أوضحت أن سبب موت توت عنخ أمون هو اصابته بمرض الملاريا ومضاعفات كسر في الساق، كما أشارت الدراسة إلى وجود بعض الأمراض الوراثية ناتجة عن خلل جينى متوارث في العائلة.

## اكتشاف مقبرة توت عنخ أمون

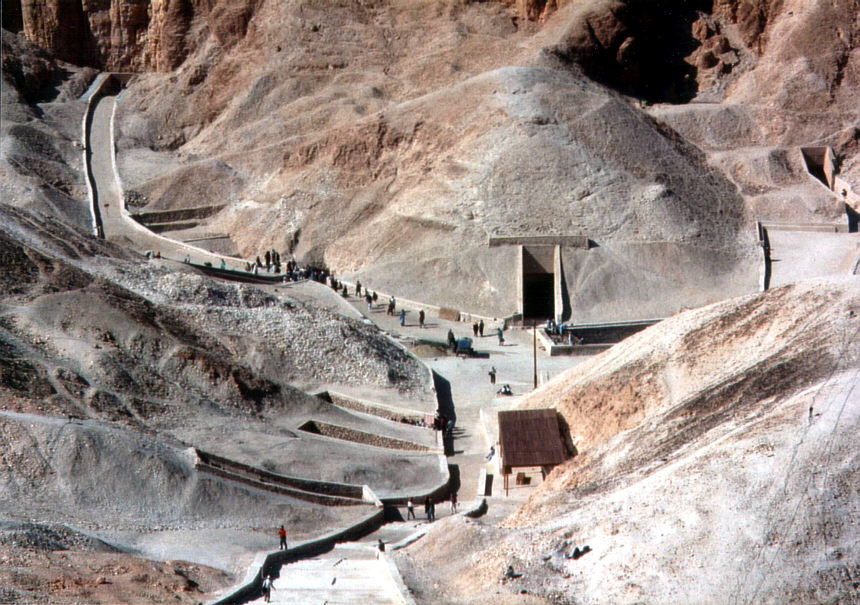
وادي الملوك

كان ما يسمى وادي الملوك الواقع على الضفة الغربية لنهر النيل بالقرب من طيبة ولمدة 450 سنة أثناء عهد الدولة الحديثة من تاريخ قدماء المصريين التي امتدت من 1539 إلى 1075 قبل الميلاد بمثابة مقبرة لفراعنة تلك الفترة حيث يوجد في هذا الوادي الصخري الذي تبلغ مساحته ما يقارب 20,000 متر مربع 27 قبرا ملكيا تعود لثلاث أسر وهي الأسرة المصرية الثامنة عشرة والأسرة المصرية التاسعة عشرة والأسرة المصرية العشرين تم اكتشافها حتى هذا اليوم.
يعتقد أن الوادي يضم على أقل تقدير 30 قبراً أخرى لم يتم اكتشافها حتى الآن. القبور المكتشفة في وادي الملوك حتى الآن وحسب الترتيب الزمني لحكم الفراعنة تعود إلى تحوتمس الأول وأمنحوتپ الثاني وتوت عنخ أمون وحورمحب وهم من الأسرة المصرية الثامنة عشرة ورمسيس الأول وسيتي الأول ورمسيس الثاني وآمينمسيس وسيتي الثاني وسبتاح وهم من الأسرة المصرية التاسعة عشرة وست ناختي ورمسيس الثالث ورمسيس الرابع ورمسيس الخامس ورمسيس التاسع وهم من الأسرة المصرية العشرين. وهناك قبور أخرى لفراعنة مجهولين لا زالت المحاولات جارية لمعرفتهم.
كان بناء قبر الفرعون يبدأ عادة بعد أيام من تنصيبه فرعونا على مصر وكان البناء يستغرق على الأغلب عشرات السنين وكان العمال يستعملون أدوات بسيطة مثل الفأس لحفر أخاديد طويلة وتشكيل غرف صغيرة في الوادي وبمرور الزمن كانت هناك قبور تبنى فوق قبور أخرى وكان شق الأنفاق والأخاديد الجديدة تؤدي في الغالب إلى انسداد الدهاليز المؤدية إلى قبر الفرعون الأقدم، انعدام التخطيط المنظم هذا كان السبب الرئيسي الذي أدى إلى بقاء هذه الكنوز وعدم تعرضها للسرقة لآلاف السنين.

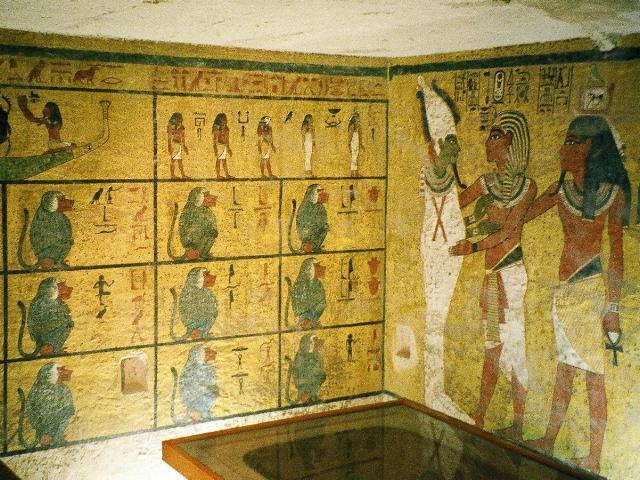
الضريح الرئيسي لقبر توت عنخ أمون

في4 نوفمبر 1922 وعندما كان عالم الآثار والمتخصص في تأريخ مصر القديمة البريطاني هوارد كارتر يقوم بحفريات عند مدخل النفق المؤدي إلى قبر رمسيس السادس في وادي الملوك لاحظ وجود قبو كبير واستمر بالتنقيب الدقيق إلى أن دخل إلى الغرفة التي تضم ضريح توت عنخ أمون وكانت على جدران الغرفة التي تحوي الضريح رسوم رائعة تحكي على شكل صور قصة رحيل توت عنخ أمون إلى عالم الأموات وكان المشهد في غاية الروعة للعالم هوارد كارتر الذي كان ينظر إلى الغرفة من خلال فتحة وبيده شمعة ويقال أن مساعده سأله «هل بامكانك أن ترى أي شيء؟» فجاوبه كارتر «نعم إني أرى أشياء رائعة».
في 16 فبراير 1923 كان هوارد كارتر (1874 - 1939) أول إنسان منذ أكثر من 3000 سنة يطأ قدمه أرض الغرفة التي تحوي تابوت توت عنخ أمون. لاحظ كارتر وجود صندوق خشبي ذي نقوش مطعمة بالذهب في وسط الغرفة وعندما قام برفع الصندوق لاحظ أن الصندوق كان يغطي صندوقا ثانيا مزخرفا بنقوش مطعمة بالذهب وعندما رفع الصندوق الثاني لاحظ أن الصندوق الثاني كان يغطي صندوقا ثالثا مطعما بالذهب وعند رفع الصندوق الثالث وصل كارتر إلى التابوت الحجري الذي كان مغطى بطبقة سميكة من الحجر المنحوت على شكل تمثال لتوت عنخ أمون وعند رفعه لهذا الغطاء الحجري وصل كارتر إلى التابوت الذهبي الرئيسي الذي كان على هيئة تمثال لتوت عنخ أمون وكان هذا التابوت الذهبي يغطي تابوتين ذهبيين آخرين على هيئة تماثيل للفرعون الشاب. لاقى هاورد صعوبة في رفع الكفن الذهبي الثالث الذي كان يغطى مومياء توت عنخ أمون عن المومياء ففكر كارتر أن تعريض الكفن إلى حرارة شمس صيف مصر اللاهبة ستكون كفيلة بفصل الكفن الذهبي عن المومياء ولكن محاولاته فشلت واضطر في الأخير إلى قطع الكفن الذهبي إلى نصفين ليصل إلى المومياء الذي كان ملفوفا بطبقات من الحرير وبعد إزالة الكفن المصنوع من القماش وجد مومياء توت عنخ أمون بكامل زينته من قلائد وخواتم والتاج والعصى وكانت كلها من الذهب الخالص، لإزالة هذه التحف اضطر فريق التنقيب إلى فصل الجمجمة والعظام الرئيسية من مفاصلها وبعد إزالة الحلي اعاد الفريق تركيب الهيكل العظمي للمومياء ووضعوه في تابوت خشبي.

## عرض المومياء

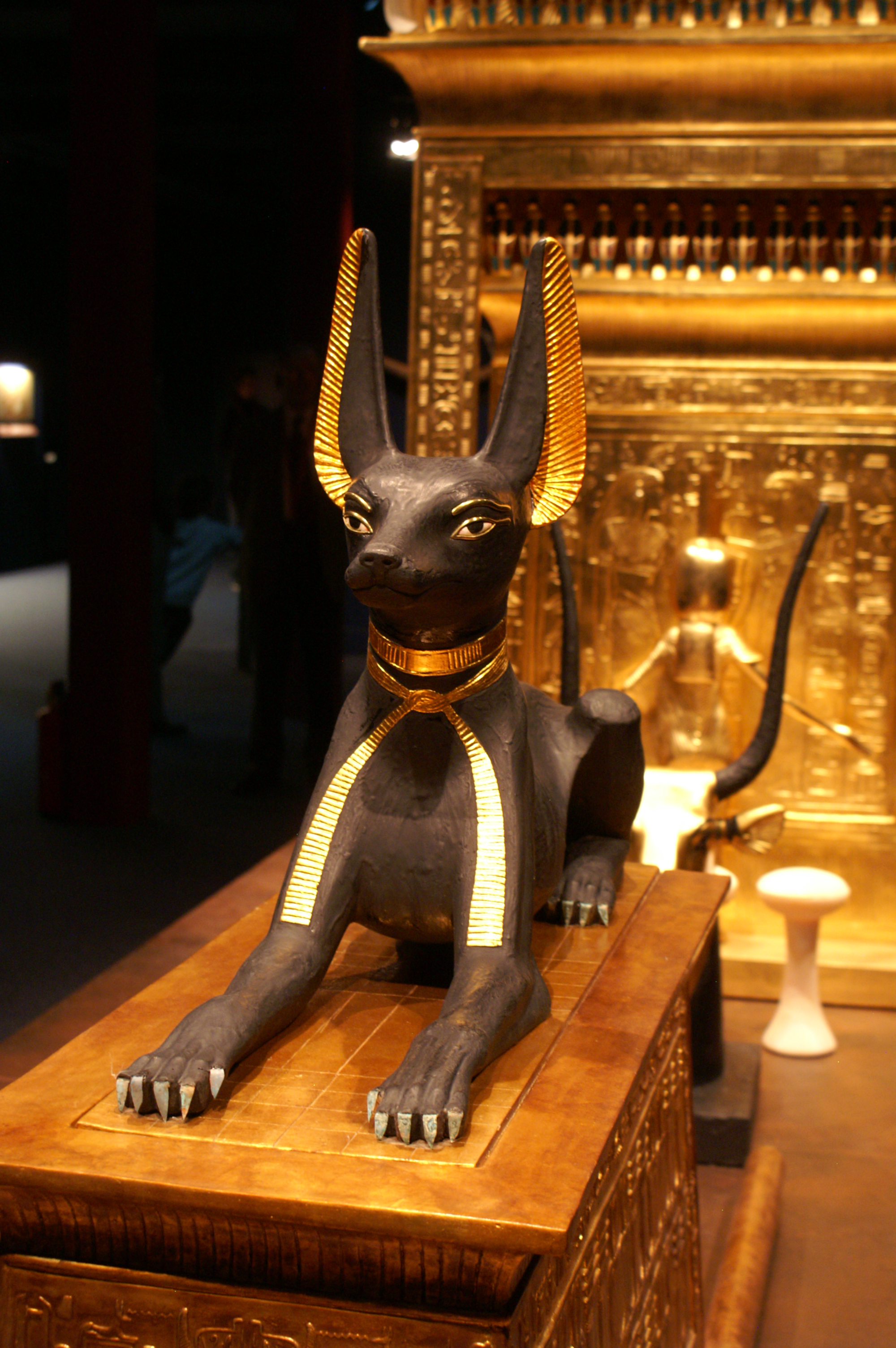
من مقتنيات مقبرة توت عنخ آمون

في فبراير 2010 قررت وزارة السياحة المصرية السماح بعرض مومياء الملك الفرعوني الشاب توت عنخ آمون أمام الجمهور لأول مرة منذ اكتشافها مع ضريحها الذهبي في مدينة الأقصر قبل 85 عاما.
وقال مدير هيئة الآثار المصرية زاهي حواس قوله إن العلماء المصريين بدؤوا قبل أكثر من عامين ترميم مومياء الفرعون توت عنخ آمون التي تعرضت لأضرار بالغة بعد إخراجها لفترة وجيزة من تابوتها الحجري عند إخضاعها للتصوير الطبقي المحوري.
وأضاف أن الجزء الأكبر من جسد المومياء مفتت إلى 18 قطعة تبدو كحجارة تحطمت أجزاء عندما اكتشفها عالم الأثار البريطاني هوارد كارتر أول مرة وأخرجها من قبرها وحاول نزع القناع الذهبي الذي كان يغطي وجه الملك توت عنخ آمون واشار إلى أن الغموض الذي أحاط بتوت عنخ آمون وضريحه الذهبي أثار فضول وحماسة المعجبين بالدراسات المصرية القديمة منذ كشف كارتر موقع المومياء في 4 نوفمبر/ تشرين الثاني 1922، وما كانت تخبئه من كنوز الذهب والأحجار الكريمة.
وكان العلماء قد أخرجوا مومياء «توت عنخ آمون» من قبرها ووضعوها على طاولة التصوير الطبقي المحوري المتطور لمدة ربع ساعة عام 2005 من أجل الحصول على صورة ثلاثية الأبعاد لمومياء يزيد عمرها عن 3000 عام. وقد استبعدت نتائج الفحص الطبي أن يكون الفرعون الشاب قد مات قتلا، لكنها لم تستطع أن تحدد تحديدا دقيقا طريقة وفاته التي وقعت في العام 1323 قبل الميلاد. فقد اكتشفت الصور أن الملك توت عنخ آمون تعرض لكسر في فخذه اليسرى، بسبب حادث ما على الأرجح، أدى إلى إصابته لاحقا بمرض قاتل تعذر تحديده. كما قدمت الصور في حينه كشفا غير مسبوق حول حياة الفرعون الشاب الذي يعد من أشهر ملوك مصر القديمة، ومنها أنه كان معافى بسبب تغذيته الجيدة رغم نحول بنيته نسبيا التي لا يتجاوز طول قامتها 170 سنتيمترا عند وفاته. وهناك اشياء غريبة تحدث لكل من يدخلها فمثلا أول عالم اكتشفها مات بتسمم ويعتقد البعض بأن ذلك بسبب الطعام والآخرون يعتقدون أن ذلك بسبب لعنة الفراعنة

## محاولات لمعرفة لغز وفاته
في 17 من فبراير عام 2010 أعلن زاهي حواس أمين عام المجلس الأعلى للآثار في ذلك الوقت في مؤتمر صحفي بحديقة المتحف المصري مجموعة من الاكتشافات العلمية التي تحل العديد من ألغاز نهايات الأسرة الثامنة عشرة ومنها لغز وفاة توت عنخ آمون، فبتحليل الحمض النووى لمومياء الملك توت أظهرت النتائج أن سبب الوفاة يرجع لطفيل الملاريا، ومن المرجح أن المضاعفات الناجمة بشكل حاد عن المرض أدت لوفاته، كما كشف تحليل الحمض النووي والمسح بالأشعة المقطعية لمومياء توت عنخ آمون أن الملك إخناتون هو والد الملك توت. وكشفت النتائج أيضا أن الأمراض الجينية والوراثية لعبت دوراً في وفاة توت عنخ آمون، حيث كان يعانى من خلل جيني متوارث في العائلة وكان هناك ضعف وأمراض في هذه المومياءات، ومشاكل ذات علاقة بالقلب والأوعية الدموية. وعندما قام الباحثون بإجراء مسح لمومياء توت عنخ آمون، اكتشفوا إصابته بالعديد من الأمراض مثل إصابته باحدوداب في عموده الفقري، إلى جانب تشوه إصبع القدم الكبير، الأمر الذي أدى إلى ضمور في قدمه اليسرى.
وقال حواس إن الرسومات القديمة كانت تصور توت عنخ آمون وهو يطلق السهام، أثناء جلوسه في العربة التي تجرها الخيل، وليس أثناء وقوفه، وهو أمر غير عادي.. وفي قبره، عثرنا على 100 عصاة للمشي، وفي البداية اعتقدنا أنها تمثل السلطة والقوة، ولكن تبين أنها عكازات قديمة كان يستخدمها، فهو بالكاد كان يستطيع السير والمشي."
كما أوضح حواس إلى أن المسح الكمبيوتري للمومياء في العام 2005 كان يهدف إلى التحقق من أنه تعرض للقتل، نظراً لأن الصور السابقة بأشعة إكس كشفت عن وجود ثقب في جمجمته، مضيفاً أنه تبين أن هذا الثقب تم أثناء عملية التحنيط، غير أنه تم اكتشاف كسر في عظم الساق الأيسر، ربما يكون له دور في وفاة الفرعون الصغير.

## أهمية كنوز توت عنخ امون
ترجع أهمية مجموعة الملك توت عنخ آمون إلى العديد من الأسباب؛ أولها أن كنز الملك توت عنخ أمون هو أكمل كنز ملكي عُثر عليه ولا نظير له، إذ يتكون من ثلاثمائة وثمان وخمسين قطعة تشمل القناع الذهبي الرائع وثلاثة توابيت على هيئة الإنسان، أحدها من الذهب الخالص والآخران من خشب مذهب. ثانياً: أن تلك الأمتعة ترجع إلى الأسرة الثامنة عشرة أشهر وأزهى عصور الدولة الحديثة حيث انفتحت البلاد على أقاليم الشرق الأدنى القديم بفضل الحملات العسكرية والعلاقات التجارية من تصدير واستيراد للموارد والمنتجات المصنعة ونشاط أهل الحرف والفنانين. وأخيراً: أن هذه المجموعة الهائلة قد ظلت في مصر، وتوضح كيف كان القبر الملكي يجهز ويعد فهناك أمتعة الحياة اليومية كالدمى واللعب، ثم مجموعة من أثاث مكتمل وأدوات ومعدات حربية، وتماثيل للأرباب تتعلق بدفن الملك وما يؤدى له من شعائر، وبوق توت عنخ آمون الشهير المصنوع من الفضة وأخر من النحاس، وكل هذه المحتويات الآن بالمتحف المصري بالقاهرة. رابعاً: من هذا الكنز أو المجموعة الهائلة نتعرف على الكثير من حياة الملك وحبه للصيد وعلاقته بزوجته «عنخ أسان آمون» التي من المعتقد أن تكون قريبته، بالإضافة لمعرفة أهم أعماله وحاشيته، وأخيراً كرسي العرش الوحيد الذي وصل لنا من حضارة المصريين القدماء.

## معرض الصور

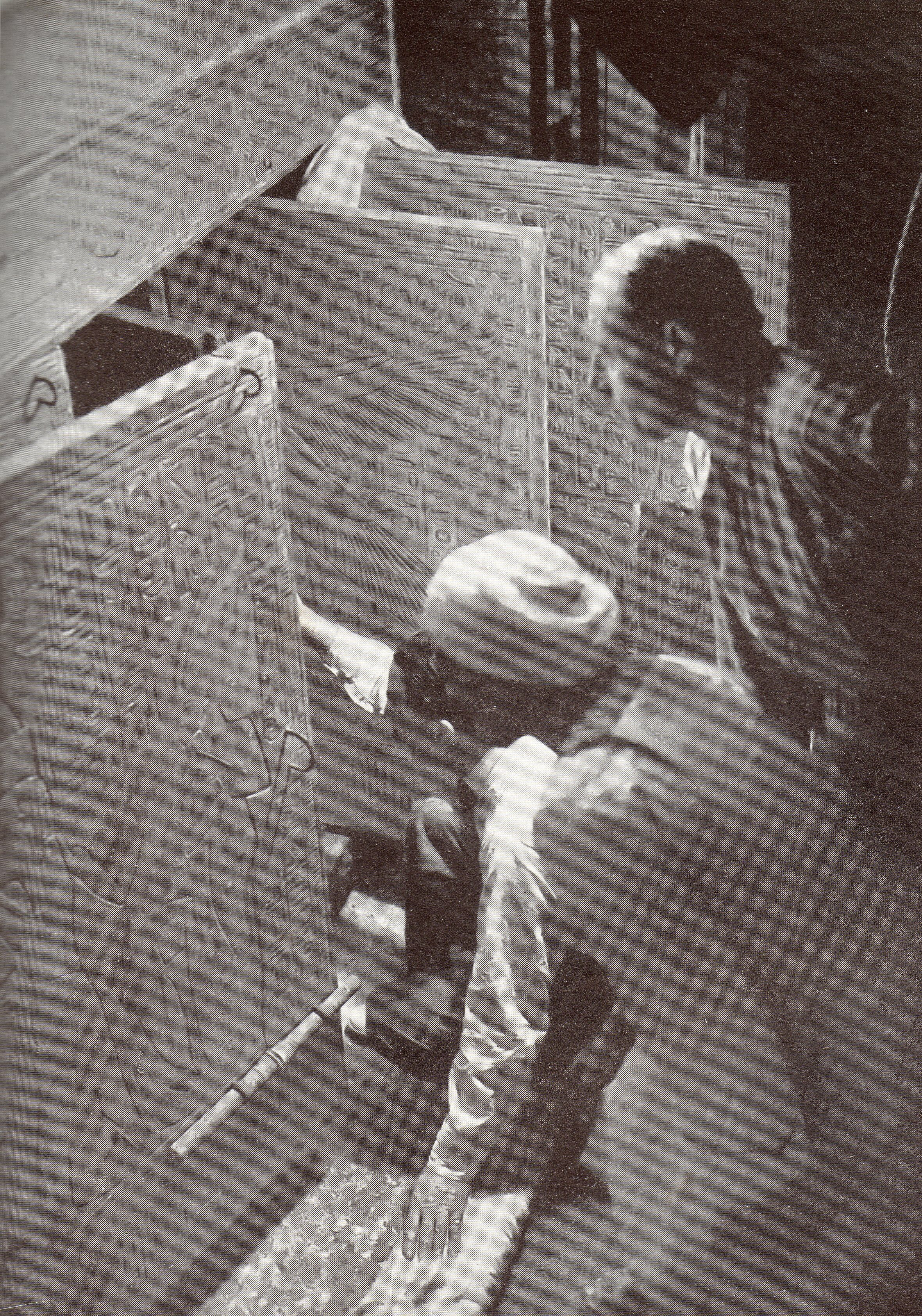
هوارد كارتر على مدخل مقبرة توت عنخ آمون
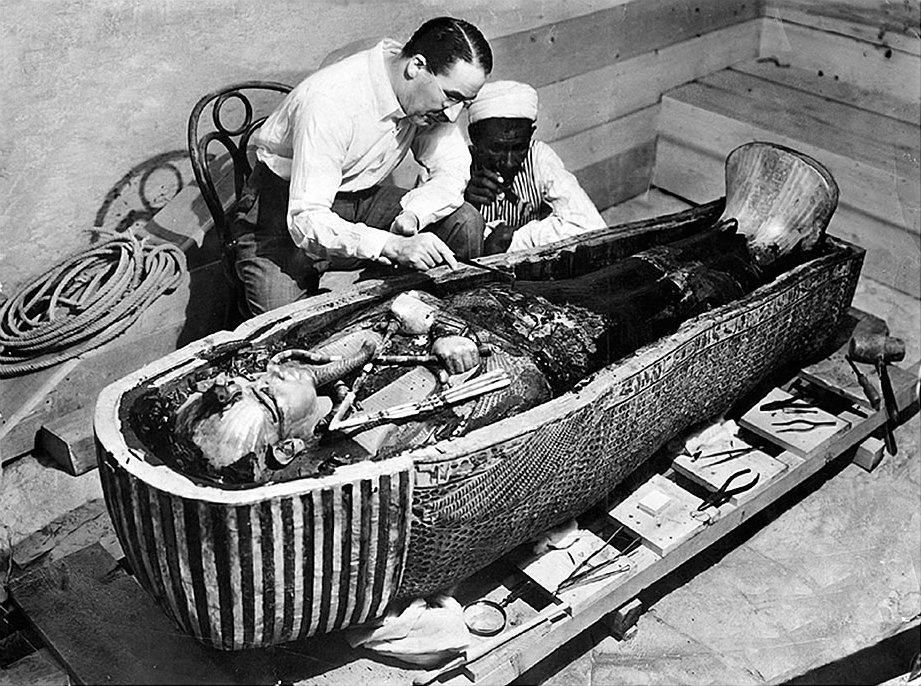
هوارد كارتر يقوم بمعاينة التابوت
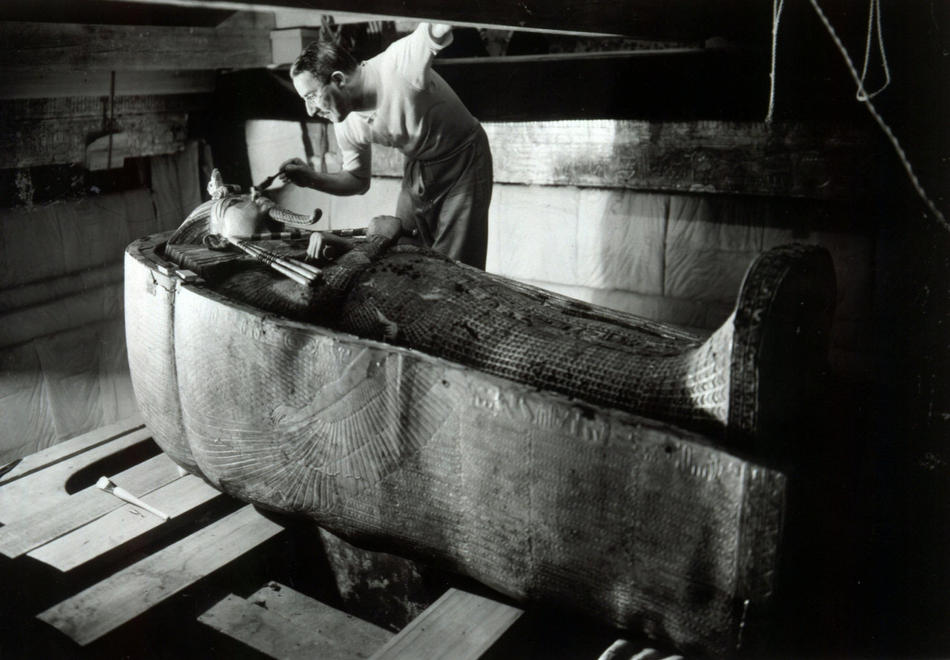
هوارد كارتر يقوم بمعاينة التابوت
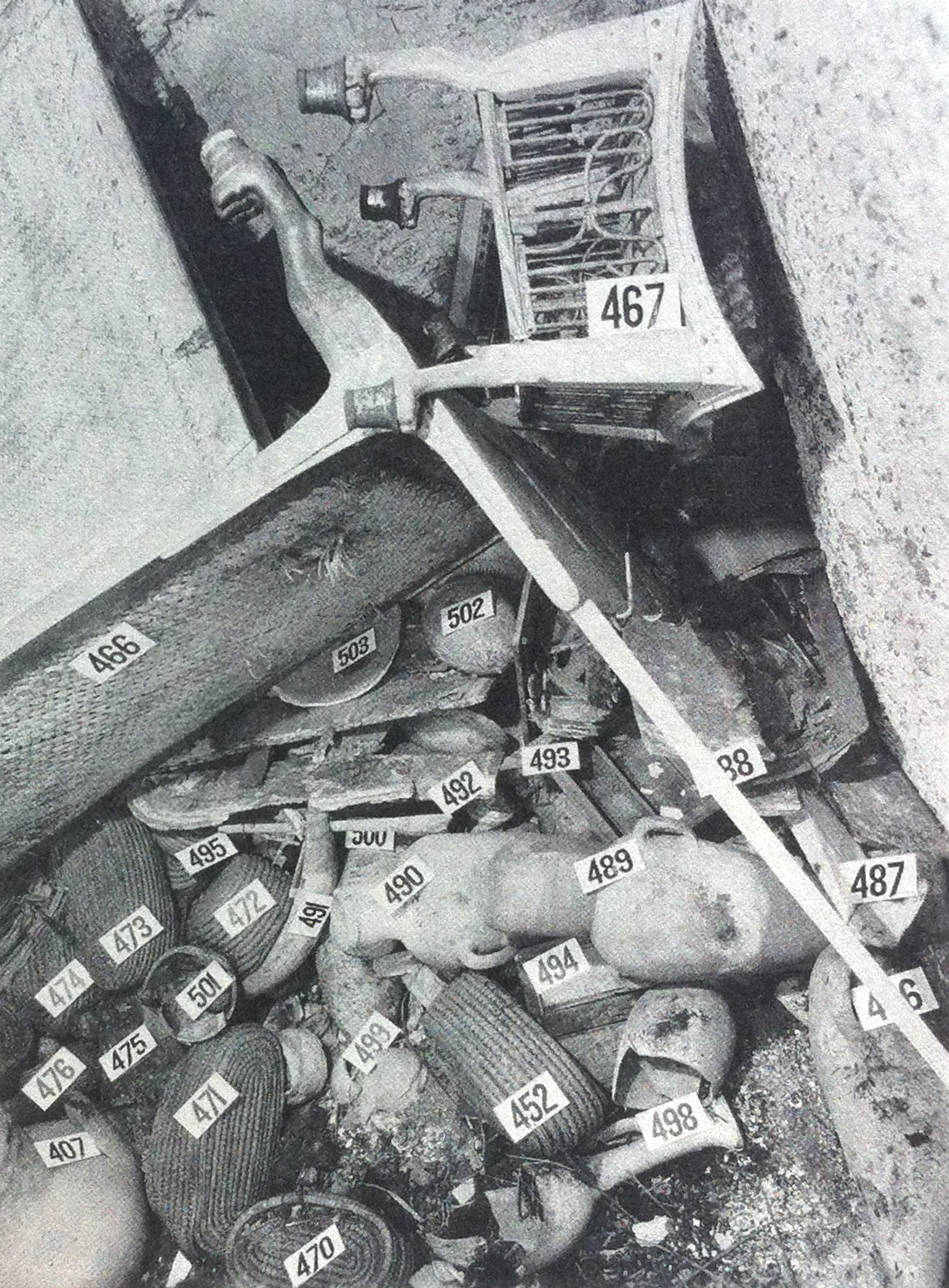
محتويات إحدى الغرف الخاصة بالمقبرة
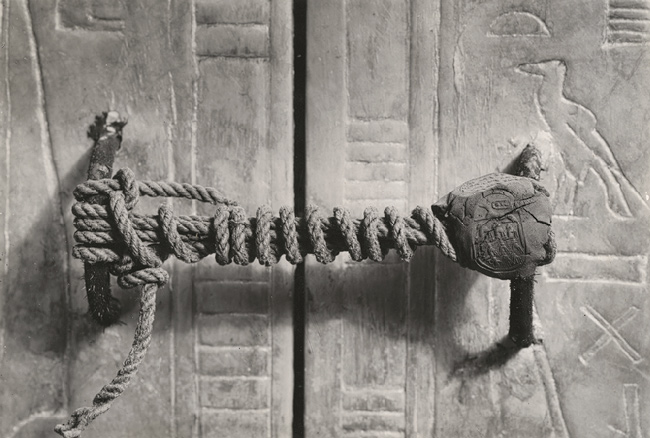
القفل الخاص بالمقبرة
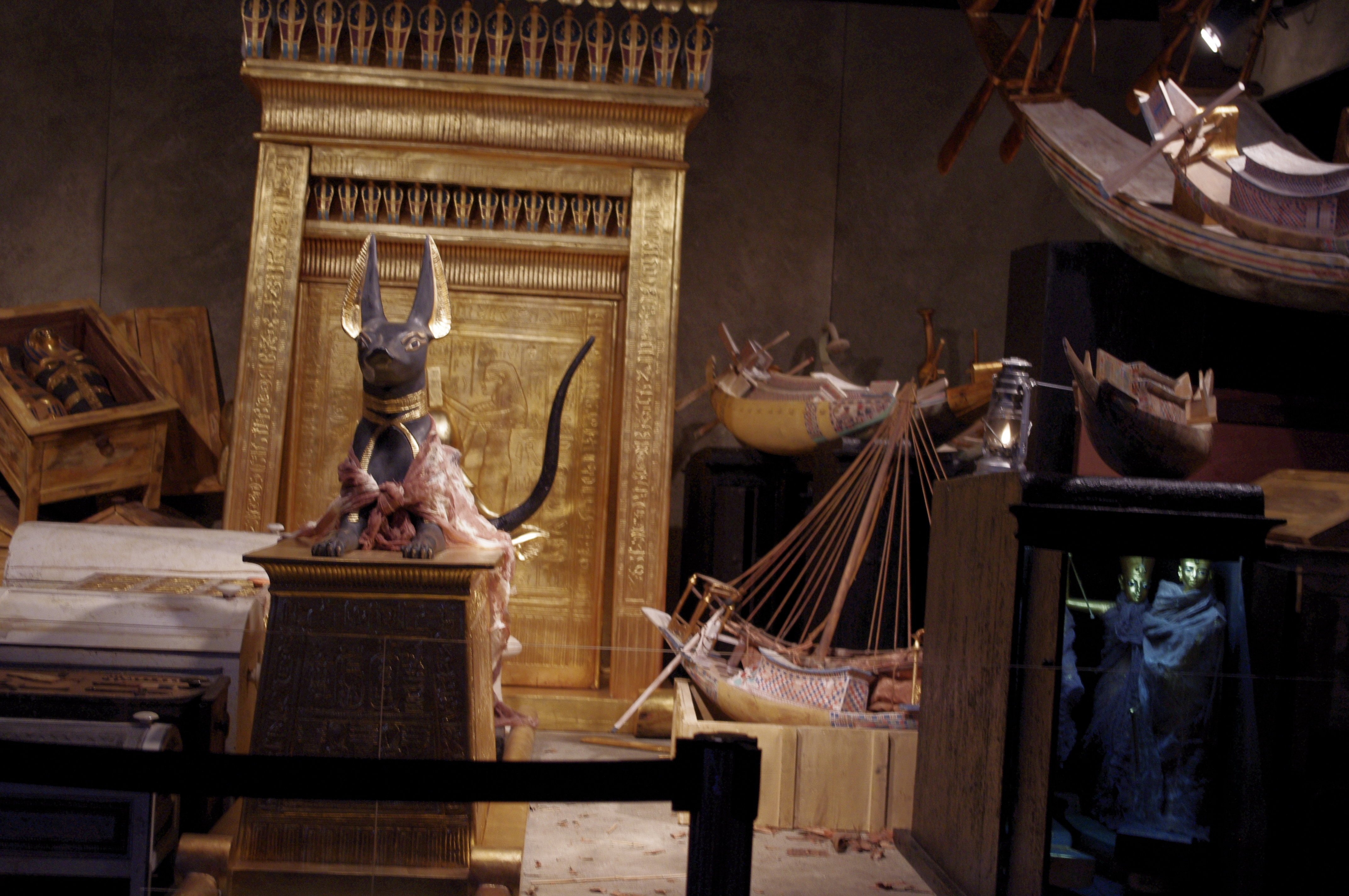
محتويات إحدى الغرف الخاصة بالمقبرة
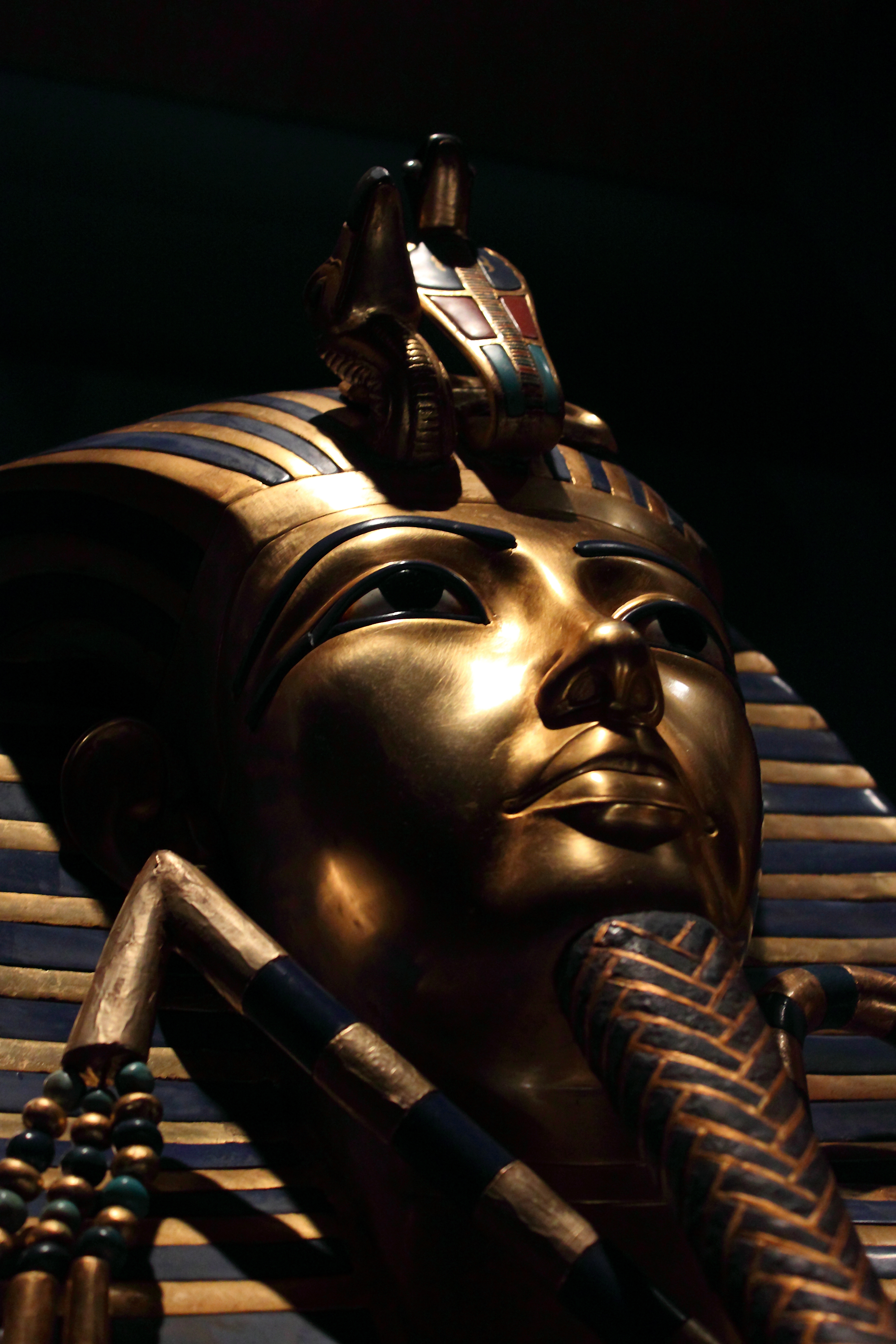
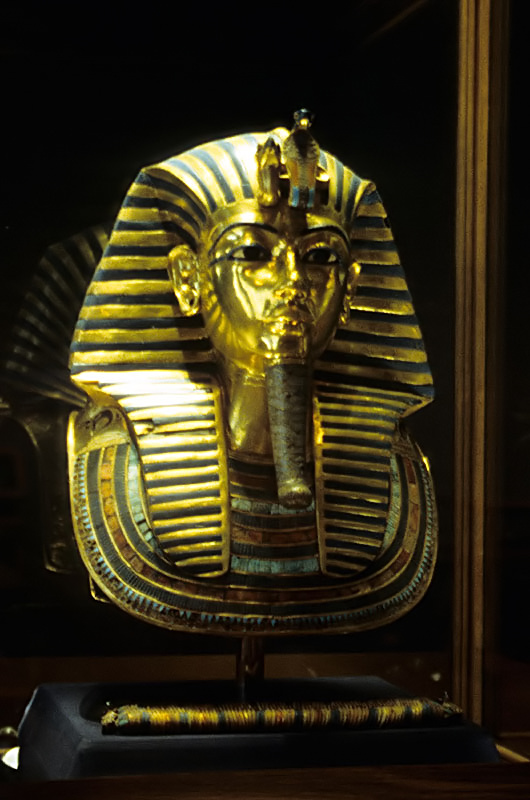
القناع الذهبي والذي يعد من أهم ما تم العثور عليه بداخل المقبرة
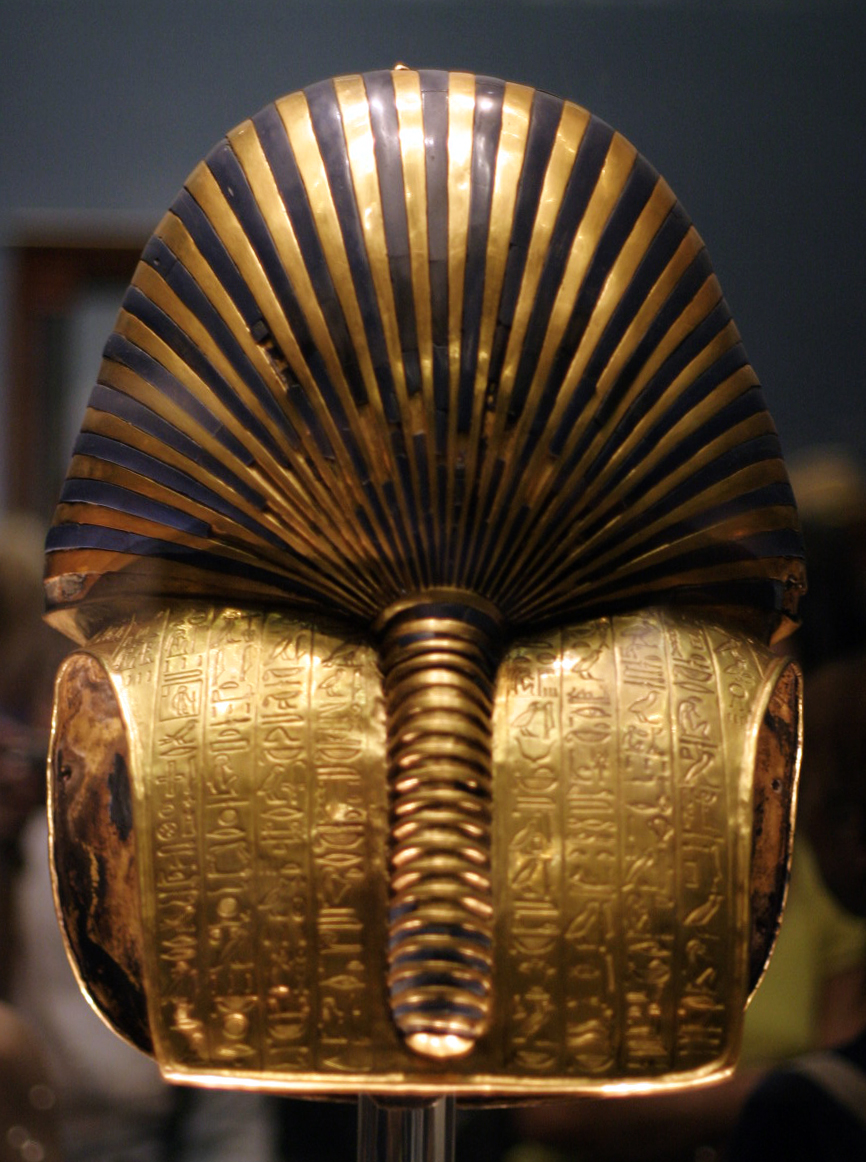
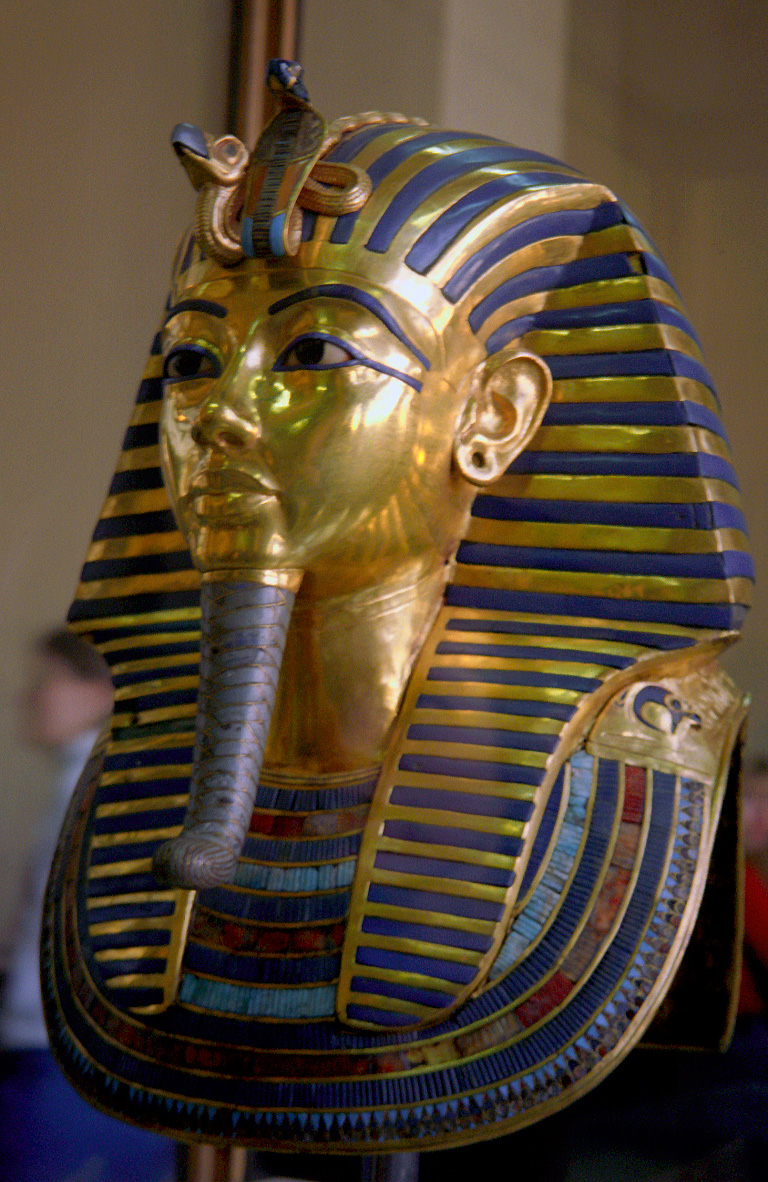
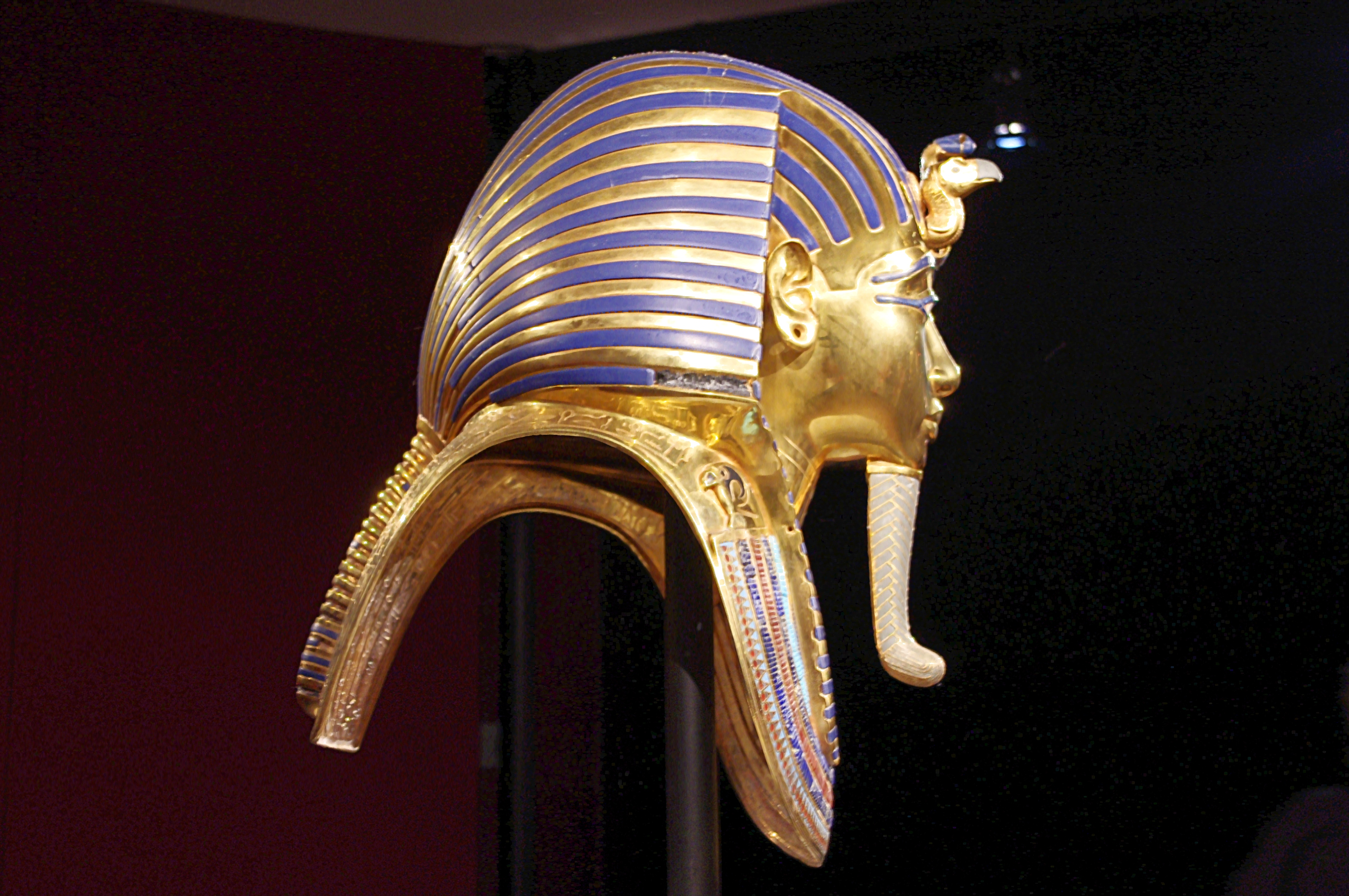
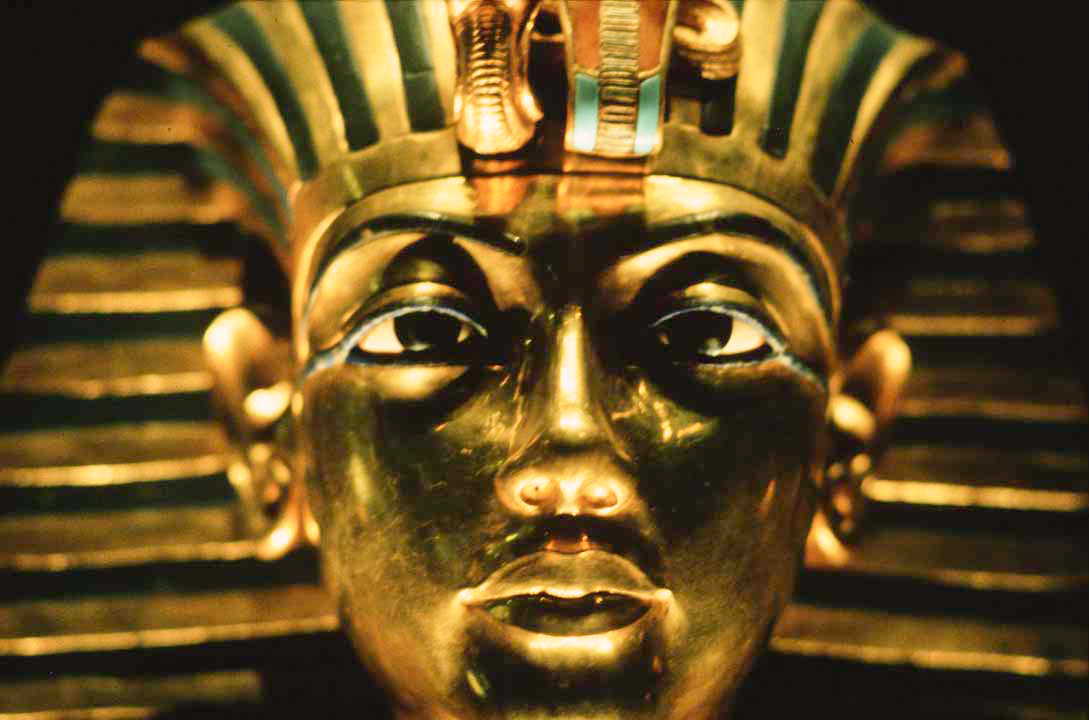
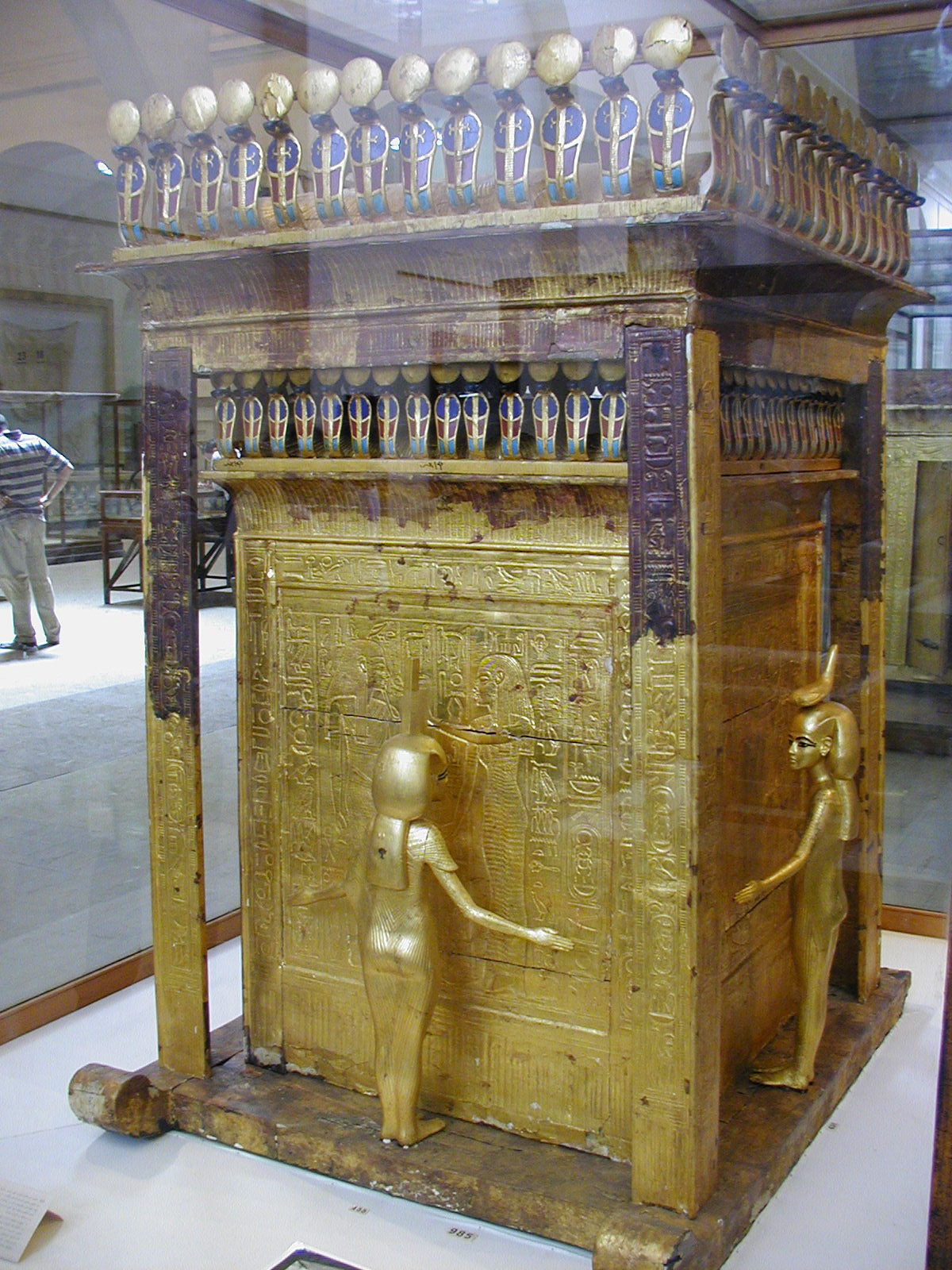
دولاب حفظ الأواني الكانوبية في مقبرة توت عنخ آمون
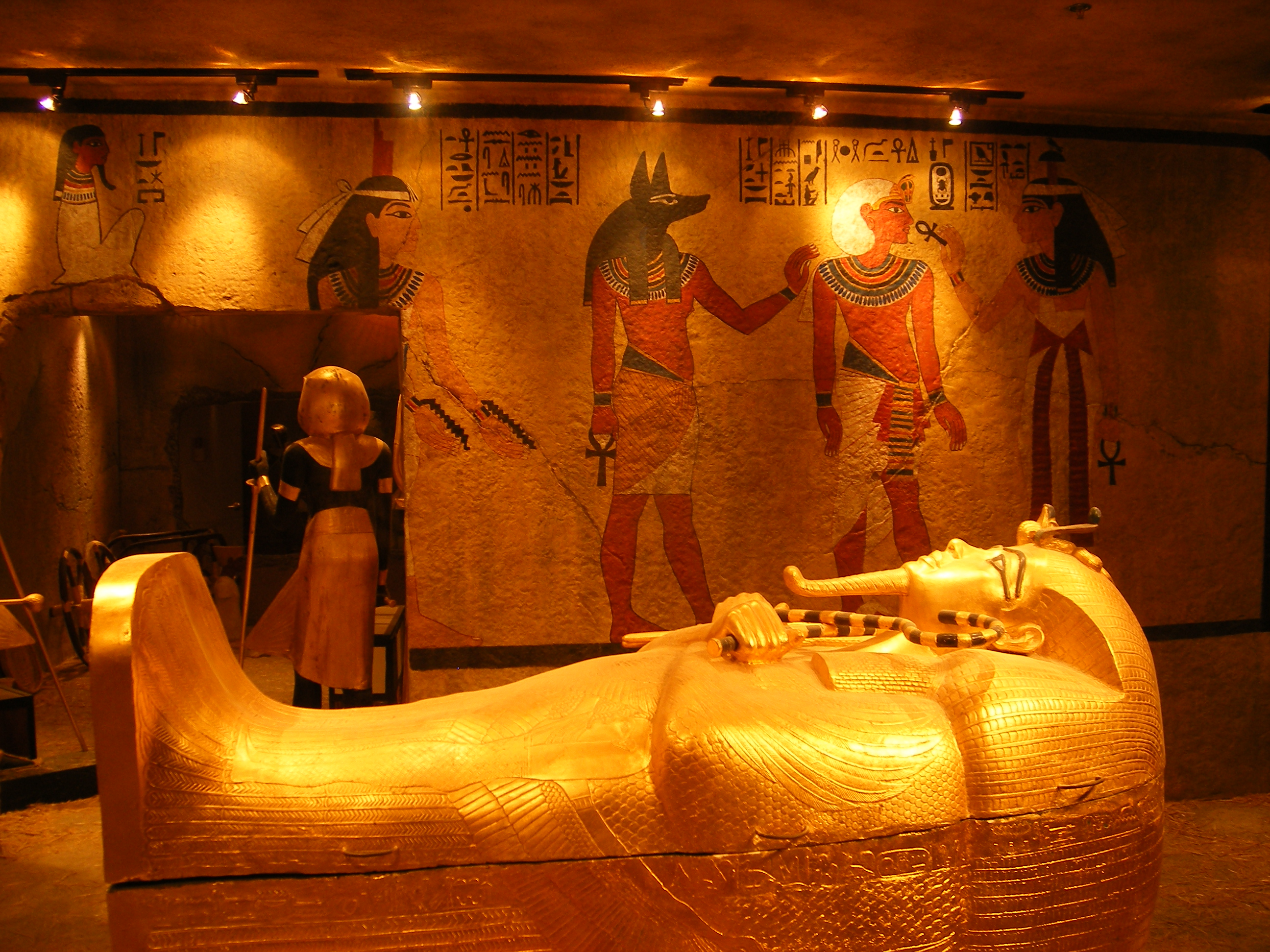
التابوت الذهبي
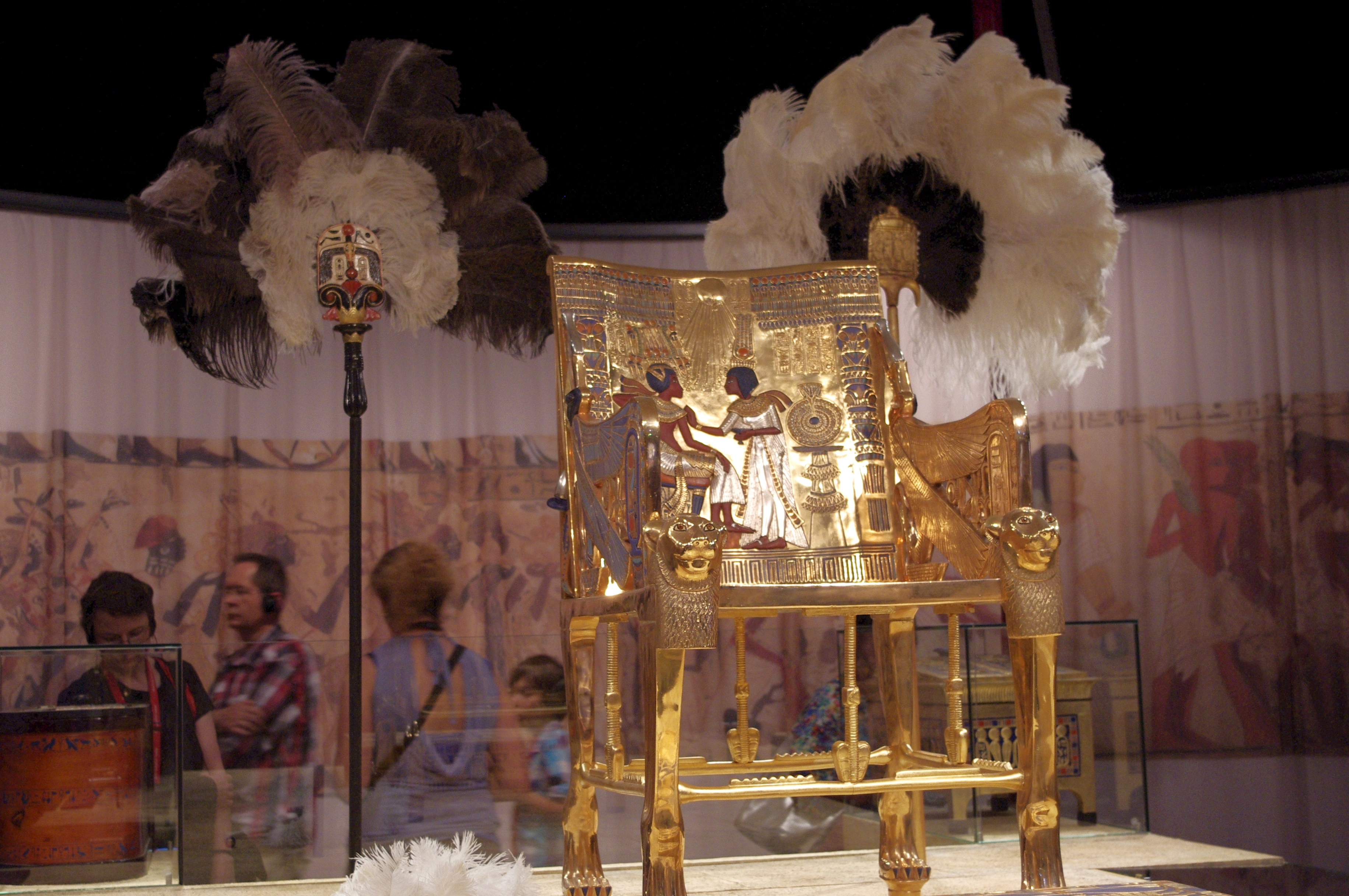
كرسي العرش الخاص بتوت عنخ آمون
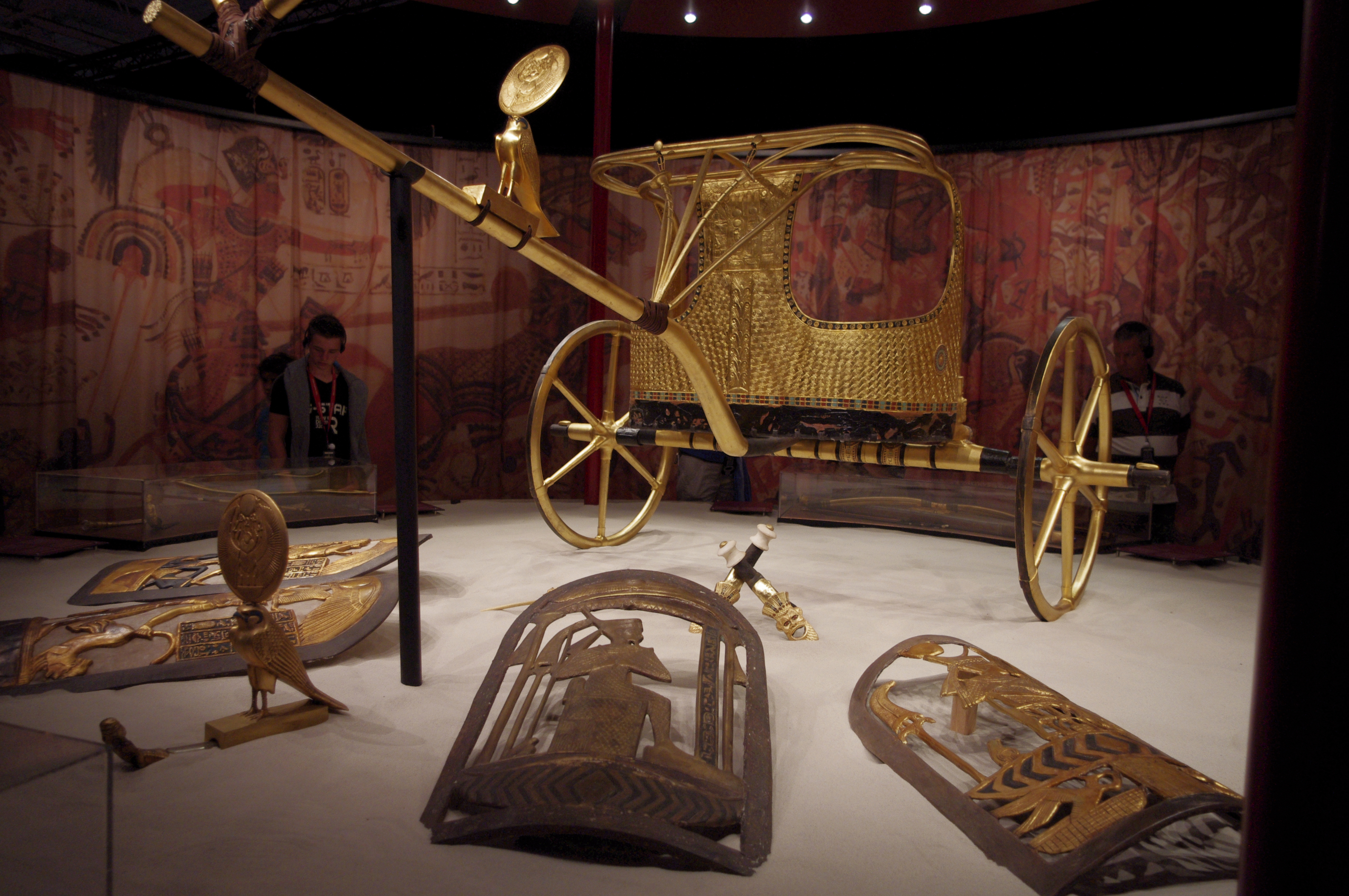
العربة الحربية
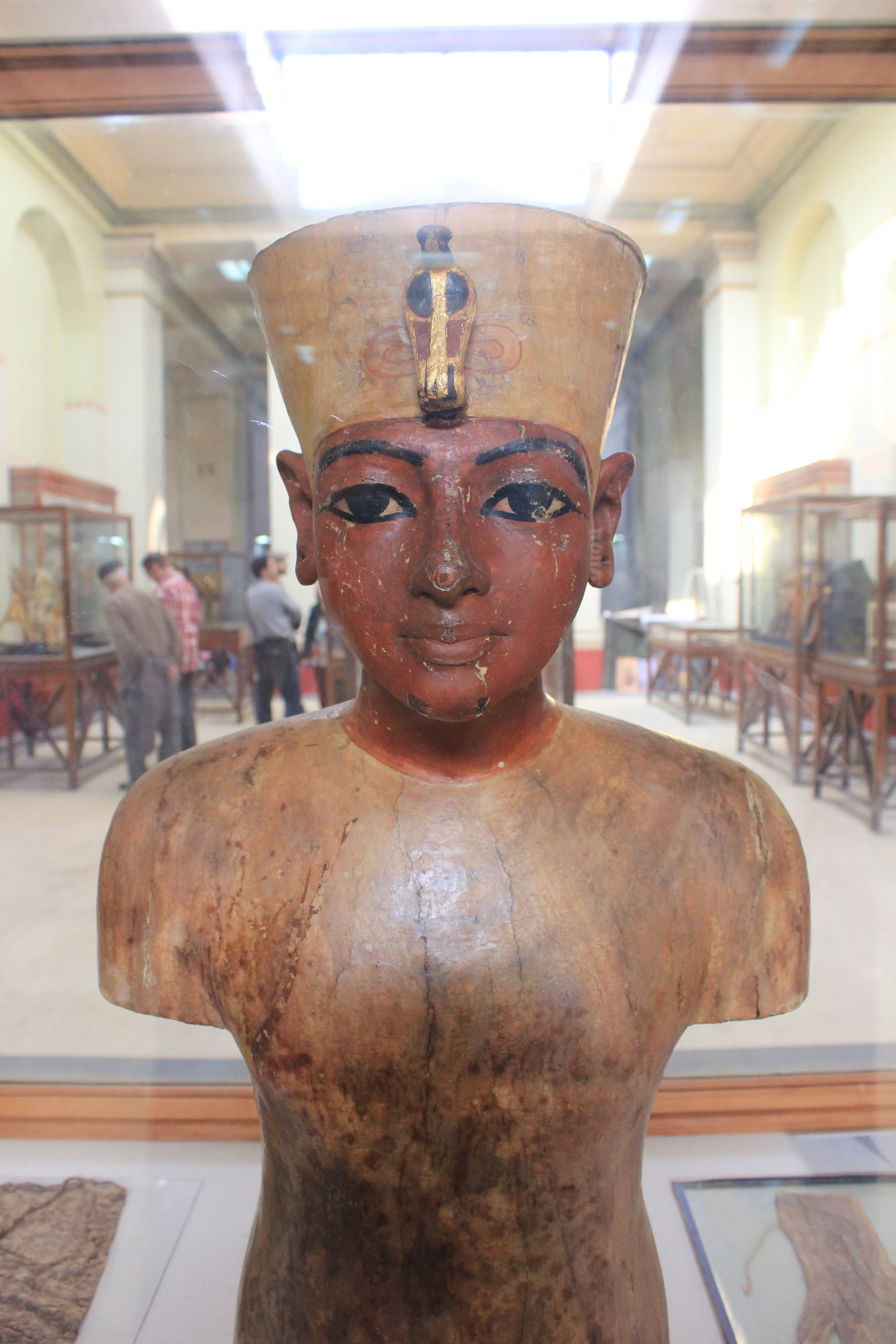
نموذج الملك توت عنخ آمون بالمتحف المصري.
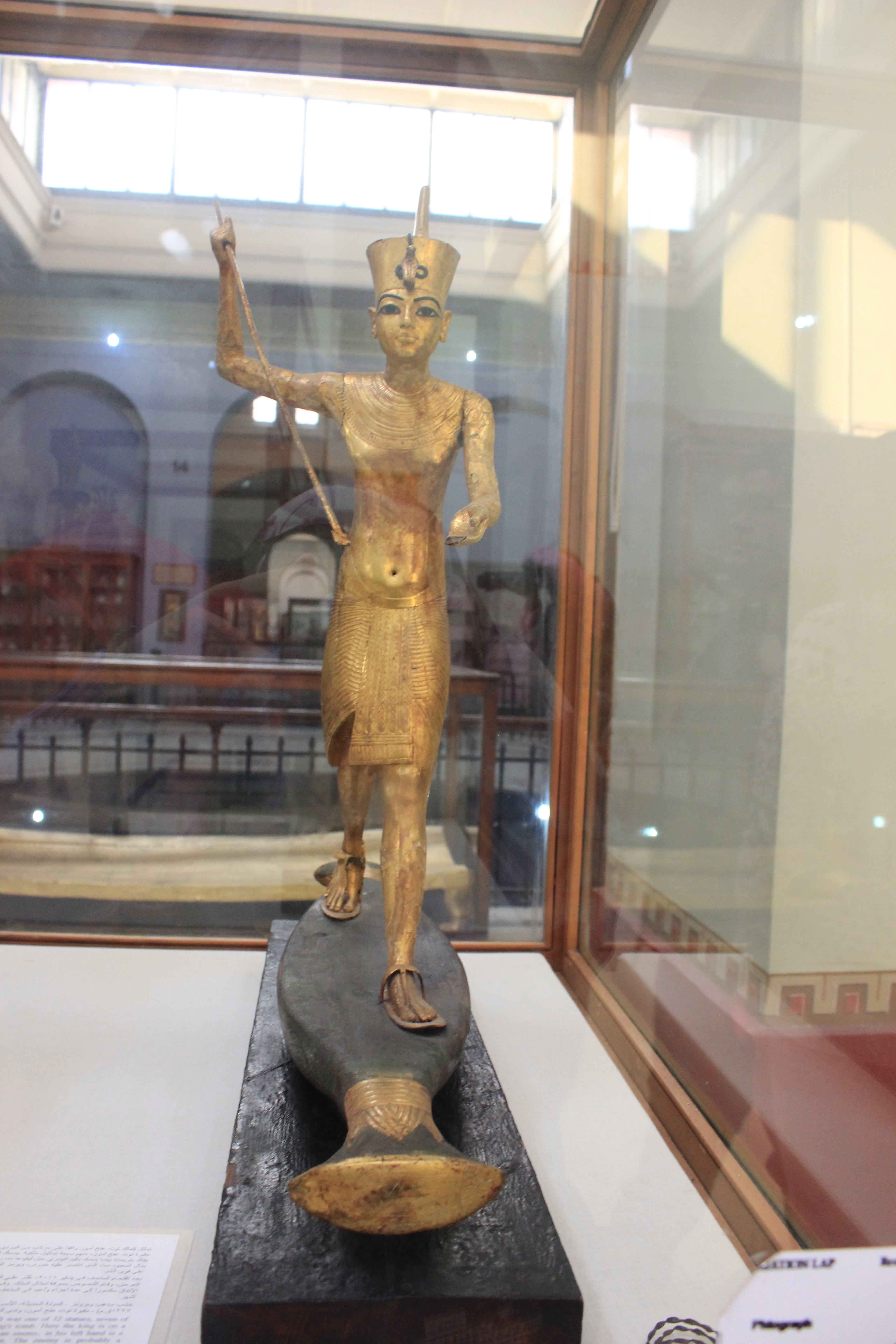
تمثال للملك توت عنخ آمون على زورق من البوص بالمتحف المصري بالقاهرة، مصر.

## وصلات خارجية
- مقالة من مجلة كمت
- BMJ Journal
- موقع طف بمصر
- Aljazeera
- موقع مصر القديمة
- مشروع رفع خرائط طيبة
- BaBird.jpg (41407 bytes) The Theban Royal Mummy Project
- دراسة: توت عنخ آمون مات بالملاريا وأمراض وراثية